# حسان بن عتاهیه
حسان بن عتاهیه (انگلیسی: Hassan ibn Atahiyah؛  درگذشته ۷۵۰) فرمانروای مصر در دوران خلافت اموی بود.